# Московское общество патологов
Московское общество патологов (1914—1930) — университетское научное общество, основанное в 1914 году при медицинском факультете Московского университета. 

## История
Московское общество патологов выросло из кружка патологоанатомов, созданного в 1892 году М. Н. Никифоровым и Н. Ф. Мельниковым при кафедре патологической анатомии Московского университета. С 1930 года вышло из состава МГУ, в 1947 году влилось во Всесоюзное научное общество патологоанатомов. Председатели: М. Н. Никифоров (1914—1920), А. И. Абрикосов (1920—1930).